# Piotr z St. Superan
Piotr z St. Superan (zm. 1402) – książę Achai w latach 1396–1402. 
Od 1379 roku był członkiem Kompanii Nawarskiej. Nawarczycy pod jego wodzą podjęli walkę o zwierzchność nad Achają, do której w tym czasie aspirowali ponadto: Joannici, Maria z Bretanii, Ludwik II z Clermont, papież Urban VI i hrabia Amadeusz Sabaudzki. W 1386 Piotr został zwierzchnikiem całej Kompanii i zdołał przechwycić władzę i ustabilizować sytuację w Księstwie. Żoną Piotra była Maria Zaccaria i po jego śmierci w 1402 roku rządy w Księstwie przeszły w ręce genueńskiej rodziny Zaccaria.